# أنطونيو توماس (مصارع محترف)
أنطونيو توماس (بالإنجليزية: Tom Matera)‏ هو مصارع محترف أمريكي، ولد في 23 سبتمبر 1980 في سبرينغفيلد في الولايات المتحدة.

## وصلات خارجية
- أنطونيو توماس على موقع CageMatch worker (الإنجليزية)
- أنطونيو توماس على موقع عالم المصارعة على الإنترنت (الإنجليزية)
- أنطونيو توماس على موقع عالم المصارعة على الإنترنت (الإنجليزية)

- الموقع الرسمي